# Simorcus asiaticus
Simorcus asiaticus är en spindelart som beskrevs av Ono och Song 1989. Simorcus asiaticus ingår i släktet Simorcus och familjen krabbspindlar. Inga underarter finns listade i Catalogue of Life.